# Campina Grande
Campina Grande es una ciudad situada en el estado brasileño de Paraíba. Considerada uno de los principales centros industriales, tecnológicos y educativos del Nordeste de Brasil. Fundada el 1 de diciembre de 1697 y fue elevada a categoría de ciudad el 11 de octubre de 1864. De acuerdo con estimaciones de 2024, su población es de 460.290 habitantes, siendo la segunda ciudad más poblada del estado tras la capital, João Pessoa, su área metropolitana está formada por diecinueve municipios y posee una población estimada en 630.788 habitantes.
La ciudad tiene una variada agenda cultural, donde se destaca la celebración del Festival de San Juan (llamado O Maior São João do Mundo), que tiene lugar durante todo el mes de junio y el Micarande, uno de los carnavales fuera de temporada más tradicionales del país. Durante el carnaval se desarrolla el encuentro para la Conciencia Cristiana - uno de los mayores congresos de Apologética Cristiana de Brasil y Américas, y la reunión de la nueva conciencia - un encuentro ecuménico. También esta el Festival de Invierno, el Festival de Cine de Campina Grande y muchos otros.
La ciudad tiene el segundo mayor PIB entre los municipios de Paraíba, lo que representa 13,63% de la riqueza total producida en el estado. La evidencia de desarrollo de las ciudad en los últimos tiempos es la clasificación de S/D, donde aparece como una de las 10 mejores ciudades para trabajar y hacer carrera en Brasil, la única ciudad del interior entre las capitales en el país.
Campina Grande es también conocida como ciudad universitaria, ya que cuenta con tres universidades públicas y once privadas. Es común que los estudiantes en el noreste de Brasil y vengan a vivir a la ciudad para estudiar en las universidades locales. Además de la educación universitaria, el municipio ofrece formación a nivel medio y técnico.
La Carretera Transamazónica la atraviesa; el tramo que la une con el porto de Cabedelo, cerca de la capital João Pessoa, es de doble vía.

## El municipio
El 11 de octubre de 1864, de acuerdo con la Ley Provincial N.º 127 Campina Grande se eleva a la categoría de municipio. En este momento, Paraíba tenía dieciséis aldeas y seis ciudades: Parahyba (ahora João Pessoa), Mamanguape, Areia, Sousa y Pombal.
El municipio de Areia, que se convirtió en municipio en 1846, se había convertido en el más destacado de Paraíba, fuera de la capital, tanto económica como social y políticamente. Además, Sand tuvo una gran influencia cultural e intelectual. Aunque Campina Grande no estaba tan bien construida como Sand, no era más pequeña que ella. En ese momento, el municipio de Campina Grande tenía tres plazas, cuatro calles y unas trescientas casas. También tenía dos iglesias: la Iglesia Madre (hoy la Catedral) y la Iglesia Nuestra Señora del Rosario, que más tarde fue destruida por el alcalde Vergniaud Wanderley (hoy hay otra iglesia con el mismo nombre). También tenía una cárcel y un Ayuntamiento, el Ayuntamiento de Campina Grande, entre otros edificios.
A pesar de todo el desarrollo comercial que obtuvo la ciudad, el aspecto urbano de la ciudad prácticamente no cambió nada. En pocos años, solo se construyeron los edificios Cadeia Nova, Casa de Charidade, Grêmio de Instrução y Paço Municipal. Sin embargo, en el caso de las casas, muchas fueron construidas de modo que, a fines del siglo XIX, Campina Grande tenía alrededor de 500 casas.
En 1864 se construyó un edificio donde se haría el mercado. Este lugar tenía varios nombres, entre ellos "Largo do Comércio Novo", "Praça da Uruguaiana", "Praça das Gameleira", "Praça da Independência" y, finalmente, "Praça Epitácio Pessoa". En 1870, una ley (Ley Provincial N.º 381) prohibió bañar o lavar ropa y animales en Açude Novo, como estaba prohibido a las vaqueras en las calles de la ciudad. En 1872, de acuerdo con el Decreto Imperial del 18 de septiembre de 1865, estandariza el sistema métrico decimal francés en Campina Grande.
En enero de 1944, el entonces alcalde del municipio de Campina Grande, Dr. Wergniaud Borborema Wanderley, decidió donar al municipio de Esperança, durante la administración del alcalde Sebastião Vital, las tierras equivalentes al territorio de la actual ciudad de Montadas y su campo circundante